# Повітряні перегони з Лондона до Манчестера (1910)

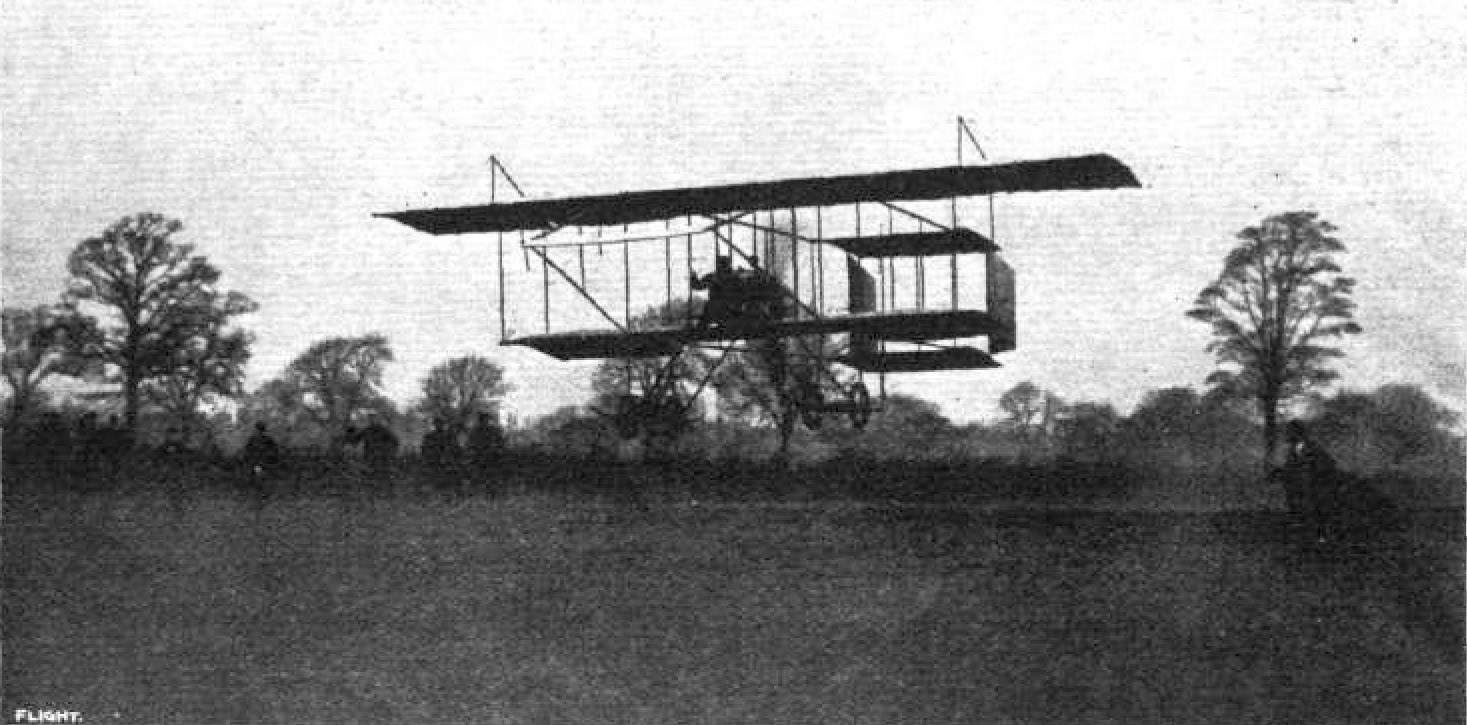
Переможне приземлення білплана Поулхема Farman III в Didsbury

Повітряні перегони з Лондона до Манчестера (1910) проходили між двома пілотами, задачею яких було подолати відстань між Лондоном та Манчестером на повітряному засобі з двигуном. Вперше змагання були запропоновані газетою Дейлі мейл в 1906 році. Приз в розмірі 10 тисяч фунтів стерлінгів дістався в квітні 1910 французу Луї Полану.
Перша спроба була здійснена англійцем з Гемпшира Клодом Грехемом-Уайтом.  Він вилетів з Лондона 23 квітня 1910 і зробив першу заплановану зупинку в Рагбі. Пізніше в літака з'явилися проблеми з двигуном, що змусило пілота приземлитися біля Лічфілда. Через сильний вітер Грехем-Уайт не зміг продовжити подорож, в той же час, аероплан знаходячись на землі отримав значні пошкодження та перевернувся.
Поки аероплан Грехема-Уайта ремонтували в Лондоні, пізно ввечері 27 квітня Поулхем вилетів, направившись в Лічфілд. Через кілька годин Грехем-Уайту стало відомо про старт Поулема і він негайно вирушив в погоню. Через кілька годин, після безперцедентного нічного польоту, він майже наздогнав Поулема, проте його аероплан був перевантажений і він вимушений був признати поразку. Поулем дістався Манчестера вранці 28 квітня, перемігши у змаганнях. Обидва авіатора святкували перемогу Поулема на званому обіді, що проходив в Лондоні в  Savoy Hotel.
Під час цієї події вперше було влаштовано повітряні перегони на довгу дистанцію в Англії, вперше було реалізовано виліт в нічну пору і вперше аероплан прилетів в Манчестер з іншого міста. Поулем повторив переліт у квітні 1950, на сорокову річницю польту, цього разу як пасажир на британському реактивному винищувачі.

## Історія
17 листопада 1906 газета Daily Mail запропонувала £10,000 приз першому пілоту, що пролетить 185 миль (298 км) між Лондоном та Манчестером за 24 годин, зробивши не більше двох зупинок. В умовах змагання також йшлося про те, що зліт та посадка повинні були відбутися не далі як в п'яти милях від офісів газети в цих містах. Повітряні перельоти були відносно новим винаходом, і власники газети намагалися простимулювати ріст індустрії; в 1908 вони запропонувати одну тисячу фунтів стерлінгів за перший переліт через Ла-Манш (виграно 25 липня 1909 французьким пілотом Louis Blériot), і одну тисячу фунтів стерлінгів за перший круговий політ на одну милю виконаний британським пілотом на британському аероплані (виграно 30 жовтня 1909 англійським пілотом John Moore-Brabazon). В 1910, двоє чоловіків прийняли запропоноване газетою в 1906 році змагання; англієць, Claude Grahame-White, та француз, Louis Paulhan.
1. 1 2  The New Daily Mail Prizes (PDF), Flight, hosted at flightglobal.com, 5 квітня 1913, с. 393, процитовано 20 травня 2010
2. 1 2  Claxton, 2007, с. 72—73